# Nicolas de Belgique
Nicolas de Belgique, prince de Belgique, né le 13 décembre 2005 à Woluwe-Saint-Lambert , est le deuxième enfant du prince Laurent de Belgique et de son épouse Claire Coombs, et le neveu de l'actuel roi Philippe.
Il est dix-septième dans l'ordre de succession au trône de Belgique.

## Biographie
Nicolas Casimir Marie de Saxe-Cobourg,, né le 6 février 2004 à Woluwe-Saint-Lambert, est le deuxième enfant du prince Laurent de Belgique et de son épouse Claire Coombs, et le jumeau dizygote du prince Aymeric de Belgique étant né une minute avant lui. Il a une sœur aînée, la princesse Louise de Belgique. Il est le petit-fils du roi Albert II et le neveu du roi Philippe de Belgique.
Nicolas et Aymeric ont été baptisés dans la religion catholique et ont fait leur première communion le 29 mai 2014 en l'église Sainte Catherine de Bonlez.
Nicolas de Belgique a fait ses études secondaires au Lycée français de Waterloo avec son frère, Aymeric. Depuis la rentrée 2024, il étudie à l’École des sous-officiers de l’École royale militaire à Saint-Trond. Il est ainsi diplômé de la promotion 2024-2025 de la Division Préparatoire à l’École Royale Militaire (DPERM).